# Округ Стоунвол (Тексас)
Округ Стоунвол (енгл. Stonewall County) је округ у америчкој савезној држави Тексас. По попису из 2010. године број становника је 1.490.

## Демографија
Према попису становништва из 2010. у округу је живело 1.490 становника, што је 203 (12,0%) становника мање него 2000. године.
| Група             | 2000.         | 2010.         |
| Белци             | 1.412 (83,4%) | 1.206 (80,9%) |
| Афроамериканци    | 50 (3,0%)     | 39 (2,6%)     |
| Азијати           | 6 (0,4%)      | 14 (0,9%)     |
| Хиспаноамериканци | 199 (11,8%)   | 209 (14,0%)   |
| Укупно            | 1.693         | 1.490         |